# Michael Sukale
Michael Sukale (* 1940) ist ein deutscher Philosoph und Hochschullehrer.

## Leben
Michael Sukale studierte Geschichte, Psychologie und Soziologie in Freiburg und Mannheim sowie Philosophie an der Stanford University. Er schloss sein Studium 1966 mit einem Diplom in Soziologie an der Universität Mannheim ab. 1971 folgte eine Promotion an der Stanford University. 1984 schloss sich die Habilitation für Philosophie und Wissenschaftslehre an der Universität Mannheim an. Daraufhin war Sukale von 1968 bis 1976 Lecturer und Assistant Professor an der Princeton University, außerdem von 1972 bis 1973 Senior Lecturer an der Hebräischen Universität Jerusalem, 1976 Assistant Professor an der University of California, Davis, von 1976 bis 1977 an der University of Maryland, College Park, und 1977 an der University of California, Santa Barbara. Von 1977 bis 1978 war er Associate Professor an der University of Chicago, bevor er von 1980 bis 1981 den Lehrstuhl für Wissenschaftslehre und Soziologie an der Universität Mannheim vertrat. Es folgten Lehrstuhlvertretungen an den Universitäten Düsseldorf (1982 bis 1985), Konstanz (1985 bis 1987) und Mannheim (1989 bis 1991) sowie eine Gastprofessur an der Universität Leipzig (1990 bis 1991), ehe Sukale 1992 Professor für Philosophie und Grundlagen der Wissenschaften an der Universität Oldenburg wurde. Hier zählte er 1996 zu den Gründern das Instituts für Philosophie, dessen Direktor er über lange Zeit war. 2005 wurde Michael Sukale in den Ruhestand verabschiedet.

## Forschungsschwerpunkte
Zu Michael Sukales Forschungsschwerpunkten gehören die Erkenntnis- und Wissenschaftstheorie, Logik, Sprachphilosophie, Ästhetik und Sozialphilosophie.

## Publikationen (Auswahl)

### Monografien
- Michael Sukale: Denken, Sprechen und Wissen. Logische Untersuchungen zu Husserl und Quine (= Einheit der Gesellschaftswissenschaften. Band 55). Mohr Siebeck, Tübingen 1988, ISBN 978-3-16-945266-8 (325 S.).
- Michael Sukale: Sprachlogik. Sechs Studien zur Logik, Sprachphilosophie und Wissenschaftstheorie (= Studia philosophica et historica. Band 8). Peter Lang, Frankfurt am Main 1988, ISBN 978-3-8204-9121-0 (188 S.).

### Herausgaben
- Michael Sukale (Hrsg.): Moderne Sprachphilosophie. Hoffmann und Campe, Hamburg 1976, ISBN 978-3-455-09163-2 (232 S.).
- Michael Sukale (Hrsg.): Sprache, Theorie und Wirklichkeit (= Studia philosophica et historica. Band 14). Peter Lang, Frankfurt am Main 1990, ISBN 978-3-631-40753-0 (309 S.).